# Sühnekreuz (Obererthal)

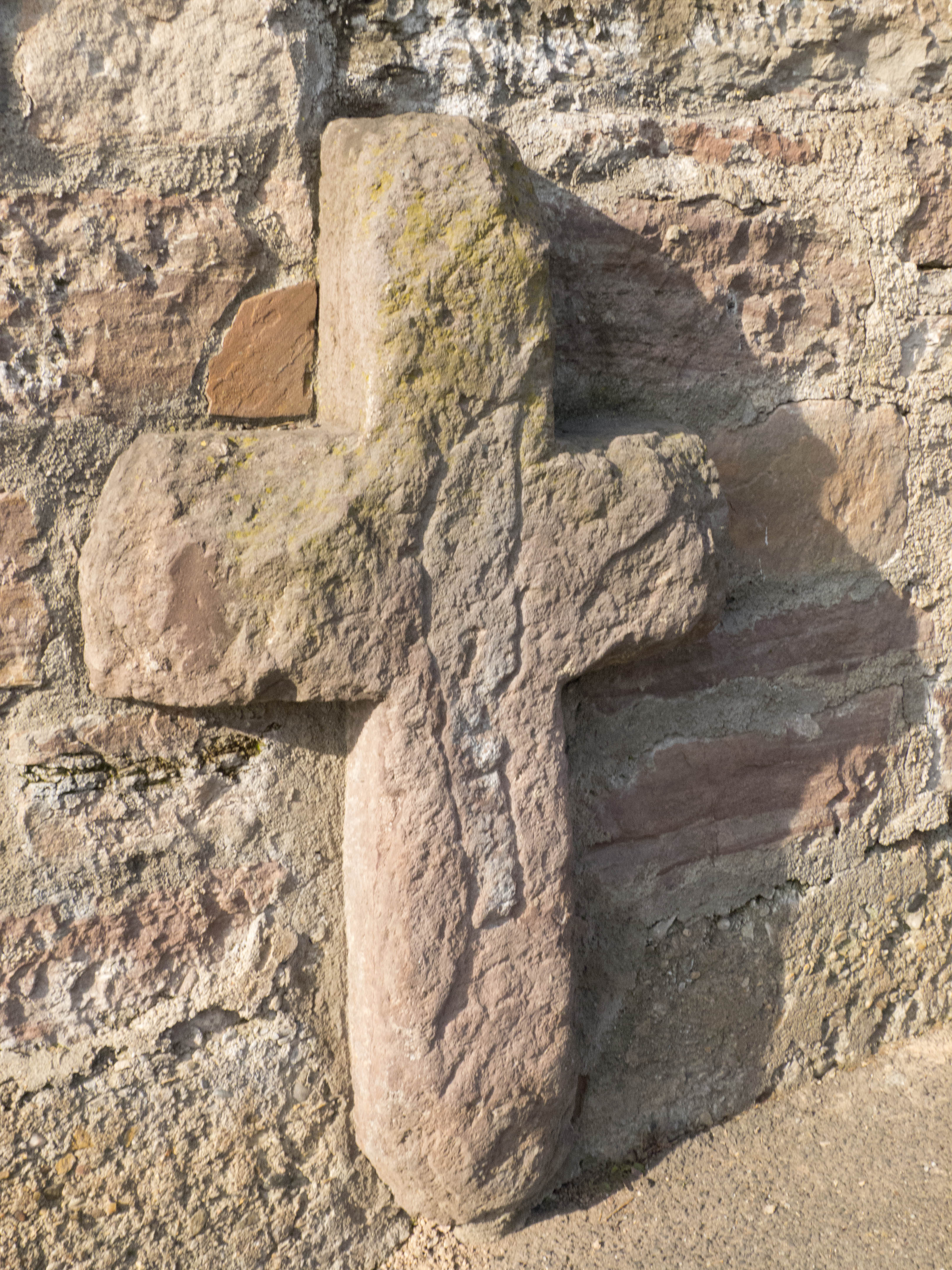
Bildstock in Obererthal, Nähe Obererthaler Straße 33/35

Das Sühnekreuz Nähe Obererthaler Straße 33/35 ist ein Sühnestein und befindet sich in Obererthal, einem Gemeindeteil der Kleinstadt Hammelburg im Landkreis Bad Kissingen.
Er gehört zu den Baudenkmälern von Hammelburg und ist unter der Nummer D-6-72-127-168 in der Bayerischen Denkmalliste registriert.

## Beschreibung
Das Sühnekreuz besteht aus rotem Sandstein, die Balken sind abgerundet. Es ist nordseitig der Obererthaler Straße an der Grundstücksstützmauer Linsenberg 7 eingelassen. Es wurde am 4. Juli 1951 bei Straßenbauarbeiten freigelegt.
Im Längsbalken des Kreuzes ist ein Pflugsech (Ackersäge) eingeritzt. Nach mündlicher Überlieferung erschlug ein Bauer während eines Streits um einen Acker mit einem frisch geschliffenen Pflugsech einen anderen Bauern aus der Gemeinde.
Das Sühnekreuz ist 105 cm groß. Der Kreuzbalken hat die Abmessungen 23 cm × 20 cm. Das Steinmetzzeichen befindet sich an der Seite des Sühnekreuzes. Die Abbildung des Pflugsechs hat die Abmessungen 48 cm × 10 cm.